# Royal Hunt
Royal Hunt é uma banda dinamarquesa fundada em 1989 pelo tecladista/compositor/multi-instrumentista André Andersen. Fizeram sucesso na década de 90 com os álbuns Moving Target e Paradox principalmente na Europa e no Japão. Já venderam mais de 1 milhão de álbuns no mundo inteiro.

## História

### O Começo
O Royal Hunt foi formado em 1989, procurando por músicos nos estúdios de Copenhagen, André é apresentado ao baixista Steen Mogensen e mostra-o algumas 'demos' gravadas e então Steen concorda em participar da banda. O próximo passo foi recrutar um guitarrista, encontrado em mais um dos estúdios espalhados por Copenhagen, Jacob Kjaer e que trouxe consigo seu amigo e vocalista Henrik Brockmann. Por fim, André ainda precisava de um baterista e indo aos 'clubes de rock' de Copenhagen encontrou Kenneth Olsen. O line-up do Royal Hunt estava formado.

#### Land Of Broken Hearts e The Maxi EP

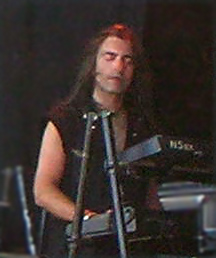
André Andersen com o Royal Hunt em 2008.

O próximo passo era gravar um álbum, então em 1992 o Royal Hunt entrou em estúdio para gravar o seu debut que seria lançado com o título de Land of Broken Hearts. O álbum contou com a participação de dois guitarristas (além do próprio Jacob Kjaer, que escreveu alguns solos mas não foi creditado como membro, o que aconteceria só ao término das gravações do album), Mac Gaunaa, da banda dinamarquesa Narita e Henrik Johannessen que tocou as guitarras da faixa "Day In Day Out"), as guitarras base ficaram a cargo de Andersen. 
Somente 400 cópias foram vendidas na prensagem inicial do álbum e na Suécia foram vendidas 3000 cópias, todas pagas pelo próprio Andersen sem qualquer tipo de suporte financeiro de alguma gravadora. Com isso, André tentou arranjar algum contrato para que a banda pudesse ter uma divulgação melhor e viajou para Nova Iorque para se encontrar com os executivos da Majestic Entertainment que por coincidência era dirigida por um russo de cidadania americana, Michael Raitzin. Ele gostou do que ouviu e ofereceu um contrato imediato para o Royal Hunt. Assim, o debut foi lançado nos EUA pela empresa Rondel Records e vendeu 20.000 cópias, na Ásia esse número ultrapassou a casa das 60.000 cópias, surgindo vários convites de gravadoras querendo assinar com a banda.
Depois de analisar as propostas, resolveram assinar com uma subsidiária da Panasonic, Teichiku Records que lançou o debut em terras japonesas a 21 de Novembro de 1993.
Para familiarizarem-se com a cultura japonesa e a platéia, viajaram duas vezes para o Japão em turnês promocionais e algumas delas foram em formato acústico. Os executivos da Teichiku sugeriram a banda que eles lançassem essas canções no mercado japonês, o que acabou acontecendo em 22 de Junho de 1994 com o lançamento do "The Maxi EP" com versões acústicas de "Stranded", "Land Of Broken Hearts", "Age Gone Wild" e "Kingdom Dark" além de uma faixa-bônus exclusiva deste EP, "Bad Luck" e uma faixa nova do próximo álbum, "Clown In The Mirror".

#### Clown In The Mirror e a saída de Henrik Brockmann
Em 1994 a banda lançou o segundo álbum de inéditas, "Clown in the Mirror". As gravações foram feitas no Mirand Studios em Copenhagen e no House Of Music Studio em Nova Jersey, EUA. Nessa época, André foi convidado a tocar teclados no segundo álbum da banda também dinamarquesa Narita que a época contava com o baterista Allan Sorensen (futuramente no Royal Hunt).
"Clown In The Mirror" foi lançado a 20 de Outubro de 1994 e as suas vendas nos EUA ficaram na casa das 20.000 cópias e mais uma vez vendeu mais no Japão com 100.000 cópias. Então prepararam-se para tocar mais uma vez no Japão que estava marcado entre os dias 25 e 29 de Janeiro de 1995.
Foi quando veio o primeiro problema do Royal Hunt, Henrik Brockmann decidiu que a vida de viagens/gravações/ensaios já tinha sido o suficiente para ele. Então a banda começou a procurar um vocalista em vários lugares (Dinamarca, EUA, Suécia, Inglaterra). Vários vocalistas foram analisados, entre eles: Jeff Scott Soto (Talisman, Yngwie Malmsteen, Axel Rudi Pell), Ted Poley (Danger Danger), James Christian (House Of Lords), Tony Harnell (TNT) que disse que a música que a banda fazia era 'ultrapassada' e por fim Joe Lynn Turner.

### O início da era D.C. Cooper (1994-1999)
Por fim, como as conversas com eles não evoluíram a ajuda veio dos EUA, o empregado do escritório da PolyGram em Nova Iorque chamado Marylin que organizava as turnês da banda nos EUA recomendou seu amigo de Pittsburgh, D.C. Cooper que recentemente tinha feito o teste para substituir Rob Halford no Judas Priest. A banda ficou impressionada com o que ouviu e após alguns telefonemas, D.C. Cooper estava voando para Dinamarca em 26 de Dezembro de 1994 para ensaiar para uma mini-turnê que começaria dali menos de um mês no Japão.
Doze ensaios, sendo um deles a menos de quatro dias para o primeiro show, D.C. Cooper estreava a frente do Royal Hunt diante de 2,5 mil fãs ensandecidos. Uma nota triste foi que quando a banda estava prestes a começar a turnê, o terremoto Kobe atingiu o país matando mais de seis mil de pessoas e deixando mais de trezentas mil desabrigadas. Mesmo assim, a banda voou para o país e a bordo do avião, Andersen compôs a balada "Far Away" como tributo ao país. A banda executou esta música nos quatro shows feitos no Japão em um formato acústico dedicando-a as vítimas da tragédia e o dinheiro arrecadado com a venda de merchandising foi doado a Cruz Vermelha bem como a receita das vendas do EP "Far Away".

#### Moving Target e Paradox
Depois de dois meses da tragédia a banda lançou o terceiro álbum e primeiro com D.C., "Moving Target" considerado o melhor álbum da banda e que contava com o timbre potente de D.C. Cooper elevando a banda para outro nível.
Em 23 de Agosto de 1995, o EP “Far Away” foi lançado em terras japonesas e vendeu cerca de trinta mil cópias em três dias. Ficou no topo das paradas nacionais por 2 meses e mais 6 meses antes de sair delas.
Depois deste sucesso estrondoso, a Associação Japonesa de Wrestling Profissional requisitou ao tecladista uma mixagem da faixa instrumental  “Martial Arts” para que os lutadores japoneses vencedores do torneio em 95 pudessem receber os seus prêmios, a faixa ainda tornou-se trilha sonora da transmissão do campeonato de luta livre e vendida com uma única tiragem de 50.000 cópias.
Ao final daquele ano, André Andersen fora eleito como o melhor tecladista e D.C. Cooper o oitavo melhor vocalista pela revista Burrn!.
No ano de 1996, o álbum “Moving Target” foi lançado na Europa com uma faixa bônus, uma versão acústica da faixa “Far Away”. Na Alemanha ele vendeu 22.000 cópias.
Em de 13 de Março de 1996 o Royal Hunt começou a sua turnê pelo continente europeu, passando por lugares como Dinamarca, Suíça, Alemanha e Austria, tocando como banda de abertura do Status Quo e em algumas cidades como “opening act” do Gotthard. A turnê estava programada para terminar em 16 de Maio, mas antes disso a banda sofreria mais uma baixa em sua formação, o baterista de longa data Kenneth Olsen contraiu uma forte pneumonia e a banda teve que encontrar rapidamente um substituto.
André lembrou-se rapidamente dos companheiros do Narita e liga para Allan Sorensen em seu apartamento perguntando se ele poderia substituir Kenneth em três shows na Suíça, mesmo não tendo participado em turnês ele aceita o desafio, pois em 36 horas precisaria tirar um passaporte e viajar para a Suíça para ensaiar e apresentar-se com a banda. Os três shows foram bem sucedidos apesar do nervosismo de Allan.
Em um intervalo de duas semanas, Kenneth estava de volta a banda e assim eles estavam novamente no Japão para uma série de shows. A gravadora japonesa dos rapazes, Teichiku Records insistia para que eles lançassem algum material ao-vivo para mostrar a capacidade técnica da banda, como suas músicas soariam ao-vivo e o seu “novo” vocalista. O único problema seria o alto custo dos estúdios de gravação móveis.
André não estava interessado nos equipamentos de gravação japoneses e levou para o Japão os equipamentos de gravação do Mirand Studios e o seu próprio equipamento. Foram registrados os shows em Tóquio e Osaka em 31 de Maio e 4 de Junho de 1996, respectivamente resultando no duplo ao-vivo “1996” e em um VHS de mesmo nome.
A edição japonesa do álbum foi lançada a 20 de Setembro de 1996, e o número de cópias vendidas ultrapassou a casa das 450.000. Novamente na revista Burrn! a banda foi novamente lembrada pelos fãs e ficou em primeiro na categoria “melhor show”, “melhor tecladista” (Andersen), “melhor vocalista” (D.C.) e Kenneth Olsen ficou em nono lugar na categoria “melhor baterista” além da banda ter ficado em quinto lugar na categoria “grupo do ano”. 
Ao final do ano, a gravadora europeia da banda entrou com pedido de concordata, por isso, somente em Fevereiro de 1997 que o álbum “1996” chegou as lojas. 
Mais uma vez, o baterista Kenneth Olsen teve que se ausentar da banda, desta vez num caráter permanente pois começara a perder a audição o que deixou todos no Royal Hunt bastante tristes. Novamente o seu substituto era Allan Sorensen mas apenas como músico convidado. 
Assim, em 21 de Junho de 1997 é lançado o quarto álbum da carreira da banda, o conceitual “Paradox” com músicas mais longas  e trabalhadas contando a história de como seria se Deus voltasse a Terra nos dias atuais. 
Houve também o lançamento do single “Message To God” em uma versão editada para tocar nas rádios e uma música não lançada no álbum “The Final Lullaby” curiosamente, a única música da banda até os dias atuais não composta por André Andersen ficando a cargo do baixista Steen Mogensen.
A banda então começou sua turnê no verão de 1997 fazendo shows com os ingleses do Saxon e a partir de 19 de Setembro daquele ano a tocar sozinha começando pela cidade natal Copenhagen, indo, mais uma vez, para o Japão a 2 de Outubro gravando o álbum ao-vivo lançado exclusivamente no mercado japonês “Paradox – Closing The Chapter” sendo lançado em 1998 e que contava com álbum tocado de ponta a ponta e que curiosamente seria o último álbum lançado com D.C. Cooper nos vocais até a sua tão aguardada volta em 2011.
A 23 de Outubro de 1997 a banda lançou o álbum “Paradox” no mercado americano pela Magna Carta Records. Ao final do ano a revista Burrn! novamente elegeu André como “melhor tecladista”, D.C. Cooper como “melhor vocalista”, “melhor banda” e “melhor álbum do ano” com o recém lançado “Paradox” ficando a frente de nomes como Megadeth que havia acabado de lançar o “Cryptic Writings”.
O futuro da banda parecia brilhante, maratona de shows, álbuns vendendo bem, uma banda entrosada e coesa e André começava a escrever as músicas para um novo álbum.
Durante a turnê de promoção do álbum “Paradox”, D.C. Cooper teve a ideia de gravar um álbum solo que pudesse explorar suas ideias já que no Royal Hunt o compositor era André e, sendo assim, em Janeiro de 98 ele começou a trabalhar no auto-intitulado registro solo que contava com os guitarristas Tore Otsby (Conception) e Alfred Koffler (Pink Cream 69). 
Nesta mesma época, depois de várias propostas de gravadoras japonesas desde o lançamento do debut do Royal Hunt, André também decidiu gravar o seu álbum solo pois a banda havia decidido dar uma parada para recuperar as energias durante um ano. 
Assim, em 98 André lançou pela japonesa JVC Victor, o seu álbum intitulado de “Changing Skin” onde ele havia assinado a maior parte das guitarras, baixos e teclados. Os solos de guitarras foram divididos entre o seu companheiro de banda na época, Jacob Kjaer, o ex-Narita Mac Gaunaa e Bjarke Hopen que havia tocado nos primórdios do Royal Hunt antes da gravação do primeiro álbum. A bateria contou com Kaj Laege, Allan Sorensen e Kenneth Olsen que havia tido uma melhora e foi autorizado pelos médicos a entrar em estúdio. O vocal ficou por conta de Kenny Lübcke (ex-Narita) que havia feito os backing vocais no “Paradox” e que é um grande amigo de André, tendo eles tocado junto no último álbum de estúdio do Narita, “Life” de 96 e os backing vocais foram feitos por ninguém menos que Henrik Brockmann, vocalista dos dois primeiros álbuns do Royal Hunt.
Naquele mesmo verão, D.C. havia concluído as demos do seu álbum e preparava-se para entrar em estúdio acompanhado de Dennis Ward (baixo, Pink Cream 69) e Kosta Zafiriou (bateria, Pink Cream 69) além dos dois guitarristas já citados e do tecladista Günter Werno (teclado, Vanden Plas).
Após o lançamento do seu trabalho solo, André começou a trabalhar na construção de um estúdio próprio para ele e para o Royal Hunt, North Studio Point.
Em Janeiro de 1999 é lançado o debut de D.C. Cooper lançado pela JVC Victor no Japão e pela Frontiers Records no resto do mundo. A Teichiku Records lançou os álbuns “The Best Of Royal Hunt” e “The Best Of Royal Hunt – Live” no mercado japonês. A Magna Carta lançou, também no Japão, “Double Live in Japan” que nada mais era uma coletânea de músicas do álbum ao-vivo “1996” e o show completo do “Paradox – Closing The Chapter”.
Com o álbum solo do vocalista lançado e a participação em vários álbuns como o das bandas “Shadow Gallery”, “Explorers Club”, o vocalista atingiu certo sucesso na cena e foi elogiado pelo seu potencial mostrado em seu álbum solo.

#### Fim da era D.C. Cooper
Sendo tudo isso bom para ele acabou não sendo bom para a banda. D.C. e André entraram em rota de colisão pois o vocalista achou que poderia ‘fazer’ mais dinheiro e pediu para a banda colocar nos próximos álbuns “Royal Hunt com D.C. Cooper” como se o RH fosse a banda de apoio dele além de ganhar uma porção maior nos lucros do grupo. Eles enviaram uma lista nas mesmas condições que o vocalista havia enviado o que acabou resultando na saída do vocalista.
Em 25 de Abril de 1999 o Royal Hunt publicava uma nota na imprensa com os seguintes dizeres:
| “ | Devido a diferenças irreconciliáveis entre D.C. Cooper e o Royal Hunt, a banda decidiu cortar relações com o vocalista já que ele não está disposto a ser um membro da banda decidindo a trabalhar como um 'empregado'. Além disso, ele deixou claro que, se o dinheiro não é o suficiente, ele não estará mais interessado em trabalhar conosco. O grupo não irá atender as suas exigências excessivas e sentimos que ele está mais interessado no lado financeiro das coisas e ele já não se preocupa com os interesses da banda e do seu crescimento criativo. | ” |

Já D.C. respondeu da seguinte forma:
| “ | D.C. Cooper descobriu que André Andersen tirou-o do Royal Hunt através da internet. Até o presente momento ele não teve contato direto com o grupo ou com os empresários sobre isso e está certo de que sua saída tem a ver com a reação de André e da banda com o seu álbum solo, que recebeu críticas favoráveis em revistas especializadas no Japão, América do Sul e Europa. D.C. não pretende deixar a banda como ele tem repetidamente afirmado. No final de 1997, após fazer a turnê do álbum “Paradox” a banda decidiu suspender suas atividades para descansar. D.C. viu isso como uma oportunidade de voltar a compor e gravar a sua própria música, em colaboração com outros músicos – o que ele não poderia fazer enquanto estava com o RH. Em resposta ao comunicado de imprensa do grupo, D.C. gostaria de esclarecer que suas exigências financeiras eram legítimas e em nenhum caso são excessivas. Ele somente pediu ao Royal Hunt que eles garantissem seu status de membro permanente da banda – política, financeira e criativa. Porque a música não é apenas sua vocação, mas uma carreira e foi importante para D.C. de que sua situação financeira mudou para melhor... | ” |

Com isso tudo acontecendo, Allan Sorensen foi efetivado no posto já que os anseios pela melhora de Kenneth Olsen não se concretizaram.
A banda começou a procurar por um novo vocalista e vários nomes surgiram, como Eduard Hovinga (Prime Time), Fernando Garcia (Victory-ALE), Doogie White (Rainbow, Praying Mantis), Mats Léven (Yngwie Malmsteen).

### Nova era, John West (1999-2007)
Na primavera de 1999, o norte-americano John West ficara sabendo que o posto de vocalista na banda estava livre ao mesmo tempo em que estava trabalhando com o guitarrista sueco Yngwie Malmsteen. Com as ideias de John e Yngwie entrando em conflito, o vocalista estava seriamente preocupado com o seu futuro no meio musical até que recomendaram-no para André Andersen. Depois de uma conversa por telefone, John decidiu gravar uma demo e enviar para a banda. A música escolhida foi aquela que ficou eternizada na voz de seu antecessor, “Far Away”. John acreditava que esta música em particular caia perfeita no seu timbre de voz. A demo foi enviada para a Dinamarca e algum tempo depois, John estava indo rumo ao país para encontrar com a banda.
Oficializado no posto, John só teve o trabalho de gravar os vocais para o novo álbum que já estava pronto e foi lançado simultaneamente na Europa e no Japão a 20 de Outubro de 1999. Ao final de Fevereiro de 2000 a banda embarcou na turnê de promoção do lançamento, “Fear” com um show em Copenhagen. Novamente no Japão a banda fez apresentações bem sucedidas com a presença dos backing vocais de Henrik Brockmann e Kenny Lübcke. 
De volta a Copenhagen, a banda foi notificada que a parte inteira da turnê europeia havia sido cancelada devido ao rompimento com o promotor de shows da turnê. A produtora que iria realizar os shows do grupo no continente europeu, a alemã CBH, tinha seis meses para preparar tudo que fosse necessário para que a turnê ocorresse sem problemas, mas faltando apenas alguns dias para o início da turnê ela simplesmente não tinha feito nada, nenhum tipo de transporte para que a banda pudesse viajar pelos locais dos shows. Então a banda remarcou as datas para o verão o que ‘forçou’ todos na banda a tirar alguns dias de folga. John voltou para Nova Iorque. Allan tornou-se endorser de pratos da Paiste e tocaram no Wacken Open Air.
No outono de 2000 a banda estava se preparando para lançar um novo EP, um álbum conceitual e mais um EP (“Intervention”,” The Mission” e “The Watchers” respectivamente). Ao mesmo tempo, surgiram rumores que o baterista Allan Sorensen havia deixado o grupo pois não conseguiria acompanhar a banda por problemas familiares.
Os rumores provaram-se reais ao final do Wacken Open Air. Allan estava fora do Royal Hunt e André confirmou esta informação em um bate-papo com fãs via internet em meados de Outubro. Um comunicado no site oficial da banda saiu apenas um mês depois, em Novembro. A banda desejou tudo de melhor ao seu ex-baterista e que a saída havia sido amigável, todos continuavam amigos. Allan respondeu da mesma forma:
| “ | Os anos que estive no Royal Hunt foram os melhores na minha vida. Gostei muito de ter gravado álbuns, feito turnês, para não mencionar a excelente relação que tenho com todos da banda. Eu não queria deixar a banda. Mas algo aconteceu depois da turnê e então tive que sair, eu não tinha outra escolha, eu sei que havia muitos boatos sobre o porque de eu ter deixado a banda, mas nenhum deles são verdade! | ” |

Os rumores agora caiam sobre John West, que diziam que o vocalista estava deixando a banda por estar em turnê com a Trans-Siberian Orchestra e estava cotado para cantar no Savatage por ser um grande amigo do guitarrista Chris Caffery. Mais uma vez, André desmentiu tudo isto.

#### Intervention EP, o conceitual The Mission e The Watchers EP
Então a banda lançou o seu EP “Intervention” no final de Dezembro de 2000 e não só no Japão mas também no país natal de André, a Rússia que via a primeira publicação ‘oficial’ do Royal Hunt por aqueles lados pois só haviam tido acesso ao material da banda por meio de ‘bootlegs’.
Juntamente com o lançamento do EP a banda lançou o álbum “The Mission” baseado no livro “As Crônicas de Marte” de Ray Bradbury e interessante notar que os dois EP’s e o álbum fazem parte de uma trilogia amplamente divulgada pela banda.
Como Allan havia saído da banda as partes de bateria contaram com um velho conhecido da banda, Kenneth Olsen que ainda sofria de problemas auditivos e não podia passar muito tempo no estúdio o que levou a banda ter a ajuda de Kim Johanneson, baterista do Media Sound Studio.
A banda ainda procurava por um baterista permanente, mesmo não tendo anunciado nenhum tipo de audição para o posto e procurava por um contrato para lançar o álbum na Europa o que aconteceu em abril de 2001 ao assinarem com a alemã “Century Media” ao mesmo tempo que John West reunia-se com a sua ex-banda Artension para a gravação de um novo álbum gerando mais rumores sobre sua saída da banda e consequentemente negados pelo próprio vocalista.
“The Mission” foi lançado em Agosto sendo colocado a venda em diversos países, inclusive na Rússia. Então a turnê foi estendida por mais dois meses e o lançamento do EP “Intervention – Parte 2” foi agendado para Dezembro. 
Com nome novo, “The Watchers” foi lançado no dia 19 de Dezembro de 2001. O nome foi inspirado pelo constante excessos de rumores que a banda vinha sofrendo desde que havia aderido a internet.
O lançamento acabou confundindo os fãs pois continha a música “Intervention” em três versões:  Parte 1, versão completa e versão para as rádios, as faixas “Lies” e “Flight” presente nos dois EP’s. Os fãs ficaram sem entender os motivos da repetição das músicas.
Com relação ao álbum, ele originou reações opostas. Enquanto alguns o taxavam de ‘excelente’, ‘magnífico’ alguns falavam que a banda não conseguiu passar para o álbum a atmosfera do livro.
Na primavera de 2002 a banda saiu em turnê para promover o álbum com o baterista Allan Tschicaja. Começaram pela Dinamarca e na parte europeia foram anunciados como banda de abertura dos também dinamarqueses Pretty Maids viajando um mês por toda a Europa fazendo 22 shows. O curioso é que o tecladista do Pretty Maids estava tocando na banda de forma não oficial e precisou sair do país e o guitarrista do Pretty Maids Ken Hammer perguntou se André poderia tocar com eles no restante da turnê.
Acabou que André aprendeu o set da banda ouvindo as músicas no seu Discman e escrevendo as notas em um papel caso esquecesse de alguma delas. A rotina do tecladista era souncheck com o Pretty Maids, fumava um cigarro, soundcheck com o Royal Hunt, de volta ao ônibus para ouvir algumas músicas do Pretty Maids, comia um sanduíche, ia pro palco com o Royal Hunt, bastidores do show e voltava à cena com o PM. Foi uma rotina cansativa pro músico mas acabou sendo muito legal para ele.
A banda, e principalmente André, tiveram um descanso mas em 11 de Maio de 2002 já estavam novamente na estrada, desta vez indo pra Moscou para uma sessão de autógrafos e também visitaram os estúdios da MTV russa só que sem Allan que havia ficado na Dinamarca.
Depois de visitarem a Rússia a banda apresentou-se novamente no Japão e voltaram pra casa ao fim dos shows para poderem descansar e trabalhar no sucessor do “The Mission”.
Em Junho de 2002 André lançou o seu segundo álbum solo “Black On Black” desta vez sem nenhum músico do Royal Hunt como convidado. John West formou o “John West Earth Maker” lançando um álbum homônimo. 
Após uma pequena pausa, a banda entra no estúdio para dar inícios as gravações do novo album “Eyewitness” com Allan Tschicaja ainda como membro convidado. No dia 24 de Maio de 2003 o álbum é lançado oficialmente e a banda tirou pequenas férias antes de cair na estrada novamente. Depois de vários shows, em Dezembro de 2003 acontece o inesperado, os membros de longa data Steen Mogensen e Jacob Kjaer anunciam que estão saindo da banda. Steen desejava concentrar-se mais no Cornerstone em que era o líder/compositor/produtor e Jacob queria mais tempo para dedicar-se a projetos próprios.
Então começa a procura para novos membros, em 10 de Janeiro de 2004 a banda oficializa na guitarra Marcus Jidell e começam a trabalhar nas ideias do próximo álbum. Em Setembro do mesmo ano entram em estúdio para começar a gravar as músicas do intitulado “Paper Blood” que contou com a volta de Allan Sorensen na bateria e do ex-baterista Kenneth Olsen, só que desta vez, tocando percussão. As partes de baixo foram gravadas pelo próprio André.

#### Eyewitness e Paper Blood
Em 6 de Junho de 2005, quase dois anos depois do lançamento de “Eyewitness”, a banda coloca no mercado “Paper Blood” e cai na estrada novamente, com datas em Moscou e São Petesburgo além de um giro pela Europa além de anunciar oficialmente o baixista Per Schelander como membro oficial do grupo. 
A banda continua a sofrer com os promotores de shows e tem parte da sua turnê europeia cancelada quando estavam a caminho da Alemanha e tiveram um sério prejuízo pois iriam pagar pelo cancelamento dos serviços do ônibus em que estavam viajando, caixas de merchandising que não venderiam e o pagamento da equipe técnica.
André anunciou através do site oficial da banda em 17 de Dezembro de 2005 que estava trabalhando em um DVD gravado em São Petesburgo a 2 de Novembro do mesmo ano e que estavam estudando ofertas de shows para os primeiros meses de 2006 além de já ter ideias sobre o novo álbum da banda. 
O site MelodicRock.com fez uma enquete e banda ficou em 4º lugar na categoria “melhor album de metal” com “Paper Blood”, “Canção ano” com “Not My Kind” e “Never Give Up” além do 7º lugar com “Melhor canção de Rock/Heavy” com “Break Your Chains.”
A banda lançou em 22 de Novembro de 2006, antes do DVD, um CD duplo do show gravado em São Petesburgo com o título de “2006” exatamente  dez anos após o lançamento do primeiro album ao-vivo com D.C. Cooper, “1996”. O DVD saiu em 8 de Dezembro de 2006 e a diferença da versão do CD foi a forma de gravação, no CD som 2.1 e no DVD 5.1 além de a versão em CD contar com uma versão acústica faixa “Long Way Home” gravada em estúdio e o DVD contar com a instrumental “SK 983”.

#### A saída de John West
Em 16 de Maio de 2007 a banda sofre mais uma baixa, John West deixa o grupo por divergências musicais e de forma amigável. Mesmo assim a banda entra em estúdio para registrar as ‘demos’ do novo album que será uma continuação do clássico de 1997 “Paradox” ainda sem anunciar o novo vocalista.

### Mais um americano nos vocais, Mark Boals (2007-2011)

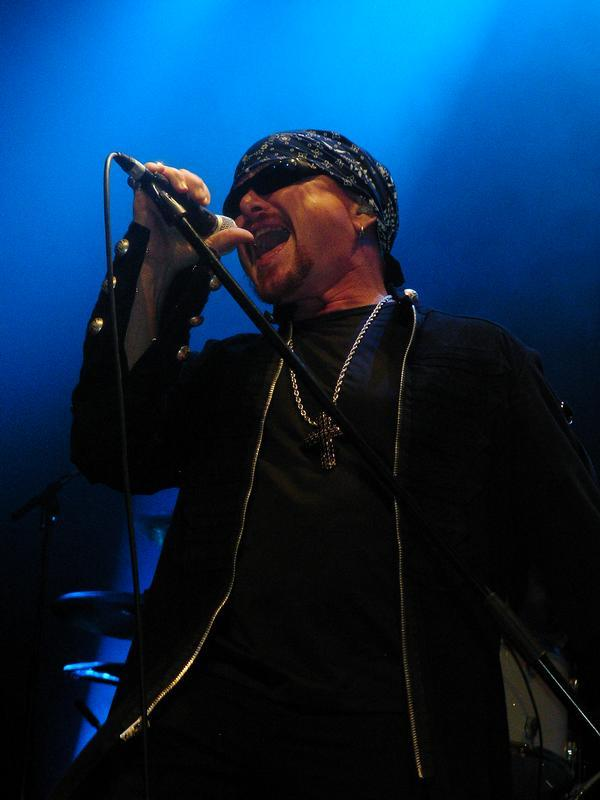
Mark Boals

Oito meses depois a banda anuncia mais um americano para o posto, Mark Boals que cantara na banda do guitarrista sueco Yngwie Malmsteen.

#### Paradox II - Collision Course e X
O album “Paradox II – Collision Course” é lançado na Europa a 14 de Março de 2008 com 10 faixas contando com os backing vocais de Doogie White (Rainbow, Cornerstone), Henrik Brockmann e Kenny Lübcke. A banda não pode contar com o baterista Allan Sorensen na turnê de promoção do album pois ele tornou-se pai, para o seu lugar foi chamado Magnus “Dynamite” Ulfstedt.
Com o fim da turnê a banda tirou férias e anunciou em 9 de Abril de 2009 que estava trabalhando no seu décimo álbum estúdio intitulado “X” (dez em romanos) com o uso intensivo de elementos de rock clássico.
A 22 de Junho de 2009 a banda sofreu outra baixa, a saída do baixista Per Schelander para a total dedicação a sua banda principal, Pain of Salvation e o anuncio do novo baixista, Andreas Passmark (Narnia, Bob Rock).
O décimo album da banda “X” foi lançado no dia 21 de Janeiro de 2009 no Japão e no Sudeste Asiático pela Marquee/Avalon Records e assinaram um contrato com a Scarlet Records para que o álbum possa ser lançado na Europa no início de Junho de 2010. 
Ao fim da turnê de promoção do album “X” com direito a participação no festival “ProgPower USA ‘09” a banda tira férias.
Entre 2009 e 2010, André volta a ter contato com o vocalista D.C. Cooper para que ele possa assumir o posto de vocalista novamente da banda mas D.C. ainda acha que não é a hora de voltar e recusa.

### A volta de D.C. Cooper e o novo Show Me How To Live
No começo de 2011 André volta a conversar com o vocalista para que eles possam se reunir novamente depois de vários pedidos por fãs e promotores de shows. Ele concordou em fazer alguns shows na Rússia e no Japão para ver como seria a reação do público e de como ele se sairia. A resposta do público foi ótima e então o vocalista assumiu novamente o posto, significando que Mark Boals estava fora da banda.
Juntamente com o anúncio do retorno de D.C. Cooper ao Royal Hunt 14 anos depois, era feito o anuncio de que o guitarrista Marcus Jidell entrou no Evergrey e estava saindo do Royal Hunt.
O escolhido para assumir o posto foi a revelação Jonas Larsen que havia ganhado “Copenhagen Guitar Battle” em 2008 e 2009 e estava tocando em uma banda cover chamada “Highway Jam” quando foi descoberto por André e foi convidado a entrar na banda.
Depois de alguns shows de aquecimento na Rússia e no Japão que foram um grande sucesso, a banda entrou em estúdio para gravar o seu décimo primeiro álbum e o primeiro com D.C. Cooper depois de 14 anos longe da banda. 
A banda anunciou também que irá lançar um novo DVD chamado de “Future’s Coming From The Past” (nome tirado da primeira estrofe da faixa “1348” do album “Moving Target”) que consiste em versões remasterizadas dos VHS “1996” e “Paradox – Closing The Chapter” além de bastidores das turnês filmadas pela banda e pela sua equipe. O DVD foi lançado em 29 de Novembro na América do Norte e 2 de Dezembro de 2011 na Europa pela Frontiers Records. 
Enquanto o álbum era gravado a banda postava no Youtube no seu canal oficial os vídeos de gravação do album divididos em 5 partes, uma para cada integrante.
No dia 29 de Novembro, a banda lançou o seu tão aguardado álbum de retorno do vocalista D.C. Cooper contando com 7 faixas e que foi muito elogiado pela mídia especializada que destacava que a banda “voltou ao seu som clássico dos primeiros álbuns”. 
A banda anunciou datas da turnê de promoção do álbum que começará em 11 de Maio de 2012 em Moscou.
Em 2013 a banda lança seu segundo álbum seguido com D.C. Cooper intitulado A Life To Die For seguida de uma turnê mundial, em 2015 a banda lança o álbum intitulado Devil´s Dozen, não tão bom como seus antecessores e após sair em turnê de divulgação, a banda decide lançar um ao vivo intitulado Cargo, assim como seu segundo ao vivo intitulado Paradox - Closing the Chapter, esse ao vivo tem o album Paradox tocado na integra, além de 4 musicas de outros álbuns.
Em 2018 é lançado o 14º álbum de estúdio, Cast in Stone, disponível no Japão em 7 de fevereiro pela King Records, e em 21 de fevereiro pela NorthPoint Productions no restante do mundo. Como parte da divulgação do álbum, a banda libera no Youtube o lyric video para a faixa The Wishing Well.

## Membros atuais
- D.C. Cooper - vocal (1994-1999, 2011-atualmente)
- André Andersen - teclados, guitarras e baixo no album Paper Blood (1989-atualmente)
- Jonas Larsen - guitarra (2011-atualmente)
- Andreas Passmark - baixo (2009-atualmente)
- Allan Sorensen - bateria (1997-2000, 2007-atualmente)

### Ex-membros
- Henrik Brockmann - vocal (1989-1994)
- John West - vocal (1999-2007)
- Mark Boals - vocal (2007-2011)
- Kenneth Olsen - bateria (1989-1996, 2004-2007)
- Jacob Kjaer - guitarra (1992-2003)
- Marcus Jidell - guitarra (2004-2011)
- Steen Mogensen - baixo (1989-2003)
- Per Schelander - baixo (2005-2009)

### Músicos convidados
- Allan Tschicaja - bateria no album "Eyewitness"/turnê (2002-2003)
- Kim Johanessen - bateria em algumas faixas do "The Mission" (2001)
- Magnus "Dynamite" Ulfstedt - bateria na turnê do album "Paradox II - Collision Course" (2008)
- Mac Gaunaa - guitarra solo no album "Land Of Broken Hearts" (1992)
- Henrik Johannessen - guitarras no album "Land Of Broken Hearts" na faixa "Day In Day Out" (1992)

## Discografia

### Álbuns de estúdio
- Land of Broken Hearts (1992)
- Clown in the Mirror (1993)
- Moving Target (1995)
- Paradox (1997)
- Fear (1999)
- The Mission (2001)
- Eyewitness (2003)
- Paper Blood (2005)
- Paradox II - Collision Course (2008)
- X (2010)
- Show Me How to Live (2011)
- A Life to Die For (2013)
- Devil's Dozen (2015)
- Cast in Stone (2018)

### Álbuns ao vivo
- 1996 (1996)
- Paradox - Closing the Chapter (1998)
- Double Live in Japan (1999)
- 2006 Live (2006)
- Cargo (2016)
- 2016 (2017)

### Singles/EPs
- The Maxi EP (1993)
- Far Away (EP) (1995)
- "Message to God" (1997)
- Intervention (2000)
- The Watchers (2001)
- Hard Rain's Coming (2011)

### Best Of/Compilações
- The First 4 Chapters... and More (Lançado somente no Japão) (1998)
- The Best (Lançado somente no Japão) (1998)
- The Best Live (Lançado somente no Japão) (1998)
- On the Mission 2002 (Lançado somente no Japão) (2002)